# 陳晨
陳晨（英語：Elsie）, 又名陳紫芊。她早年在美國西雅圖讀書，後來到美國明尼蘇達大學讀傳理系，曾擔任兩年學生會幹事。她曾經參加2017年港姐面試，但在首輪後消失，而近年都專注模特兒工作。2018年加入美女廚房第三輯做美女學徒。曾客串多部電影及網劇，早前亦參演了電影《電競暗戰》，飾演九尾妖狐姬。後來她又在ViuTV節目《埋嚟睇 埋嚟玩》中擔任天氣女郎，並且參演ViuTV外購劇《戰毒》，後來又參加《最後一屆口罩小姐選舉》但未能入圍。